# Dapha valeusalis
Dapha valeusalis är en fjärilsart som beskrevs av Walker 1863. Dapha valeusalis ingår i släktet Dapha och familjen nattflyn. Inga underarter finns listade i Catalogue of Life.